# Whispers (film fra 1920)
Whispers er en amerikansk stumfilm fra 1920 af William P.S. Earle.

## Medvirkende
- Elaine Hammerstein som Daphne Morton
- Matt Moore som Pat Darrick
- Phil Tead som Wesley Maced
- Charles K. Gerrard som J. Dyke Summers
- Ida Darling som Carolina
- Bernard Randall som Shepley
- Warren Cook som Saxon
- Maude Hill som Marion Summers
- Templar Saxe som Parker